# Aspach, Moselle
Aspach là một xã trong vùng Grand Est, thuộc tỉnh Moselle, quận Sarrebourg, tổng Lorquin. Tọa độ địa lý của xã là 48° 39' vĩ độ bắc, 06° 57' kinh độ đông. Aspach nằm trên độ cao trung bình là 318 mét trên mực nước biển, có điểm thấp nhất là 283 mét và điểm cao nhất là 355 mét. Xã có diện tích 4,13 km², dân số vào thời điểm 1999 là 36 người; mật độ dân số là 8 người/km².

## Thông tin nhân khẩu
| 1962 | 1968 | 1975 | 1982 | 1990 | 1999 |
| ---- | ---- | ---- | ---- | ---- | ---- |
| 59   | 60   | 58   | 49   | 41   | 36   |